# Teatro Malyj
Il Teatro Malyj (in russo Малый театр?, ovverosia "piccolo teatro", in relazione al vicino teatro Bol'šoj, ossia "teatro grande"; nome ufficiale Gosudarstvennyj akademičeskij Malyj teatr Rossii, in russo Государственный академический Ма́лый театр России?, ovvero "Teatro accademico statale Malyj della Russia") è uno storico teatro di Mosca. Fondato nel 1806 e operante nel suo sito attuale in Piazza Teatral'naja dal 1824, il teatro fa risalire la sua storia alla compagnia teatrale dell'Università di Mosca, fondata nel 1756.
Il teatro Malyj si presenta quale teatro drammatico tradizionale che produce spettacoli del patrimonio classico russo ed europeo, quali opere di Michail Afanas'evič Bulgakov, Denis Fonvizin e Molière. Una succursale del teatro, situata nel quartiere Zamoskvoreč'e, esegue ad esempio anche opere di William Somerset Maugham, Luigi Pirandello ed Eugène Scribe. Il teatro vanta inoltre una lunga tradizione nella produzione di opere shakespeariane.
Il teatro Malyj impiega uno staff di oltre 700 componenti, tra cui oltre un centinaio di attori drammatici. È l'unico teatro drammatico in Russia ad aver mantenuto un'orchestra sinfonica e un coro professionale. Il teatro gestisce altresì l'Accademia Ščepkin di arte drammatica, la più antica scuola di recitazione di Mosca, fondata nel 1809 come Scuola Imperiale di Teatro, e che ebbe tra gli altri insegnanti, la grande attrice Glikerija Nikolaevna Fedotova.